# Arcuphantes juwangensis
Arcuphantes juwangensis là một loài nhện trong họ Linyphiidae.
Loài này thuộc chi Arcuphantes. Arcuphantes juwangensis được Seo miêu tả năm 2006.